# 1. Fallschirmjäger-Division
La 1. Fallschirmjäger-Division (1ª divisione paracadutisti) fu un'unità della Luftwaffe (l'aeronautica militare tedesca) costituita da truppe paracadutiste aviotrasportate impegnata durante la campagna d'Italia della seconda guerra mondiale. Fronteggiò gli Alleati in Sicilia, a Salerno e nella battaglia di Montecassino, ritirandosi nell'autunno 1944 a Rimini, cessando quindi le ostilità nel maggio dell'anno successivo.
Membri famosi della divisione furono Herbert Fries, accreditato di aver distrutto venti carri armati nemici tra il 21 e il 24 maggio 1944, Johannes-Matthias Hönscheid, l'unico corrispondente di guerra tedesco ad essere stato premiato con la Croce di Cavaliere della Croce di Ferro, Harald Quandt, figliastro del ministro della propaganda Joseph Goebbels, e Alfred Schwarzmann, detentore di tre medaglie d'oro vinte nella ginnastica ai Giochi della XI Olimpiade.

## Storia
La 1. Fallschirmjäger-Division venne costituita nell'aprile 1943, riorganizzando la 7. Flieger-Division operante sul fronte orientale. Per un'altra fonte invece l'unità prese vita il 1º maggio in Francia. In ogni caso, alla fine di maggio, si trovava nella zona di Flers, presso Avignone, come parte della riserva del gruppo d'armate D, infine, poco dopo sul fronte italiano, per difendere la Sicilia dallo sbarco alleato .

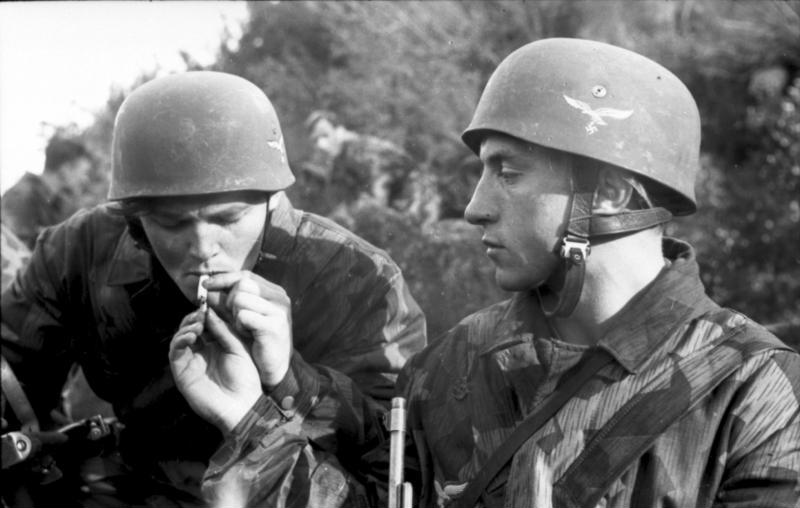
Due paracadutisti della 1. Fallschirmjäger-Division in una pausa dei combattimenti sul fronte di Cassino.

Il Fallschirmjäger-Regiment 3 (3º reggimento paracadutisti) in forza alla divisione si lanciò il 12 luglio in Contrada Passo Martino, prendendo parte alla battaglia del Simeto e fra Agnone Bagni e Lentini. Il reggimento fu l'ultima unità tedesca ad abbandonare l'isola italiana, il 17 agosto. Il Fallschirmjäger-Regiment 4 fu invece impegnato contro i reparti della quinta armata statunitense sbarcati a Salerno in settembre, ritirandosi poi assieme al resto della divisione verso nord, offrendo una tenace resistenza a Montecassino dal gennaio al maggio 1944, venendo soprannominati dagli Alleati "diavoli verdi".
Fortemente provata da quasi tre mesi di attacchi continui, la divisione venne trasferita nel settore adriatico, dove iniziò una lunga marcia difensiva verso nord, destinata a condurla nella zona tra Imola e Bologna, a sostegno della linea difensiva tracciata lungo il fiume Senio. La divisione trascorse buona parte del gennaio e del febbraio 1945 impegnata in piccole operazioni sull'Appennino tosco-emiliano, mentre a marzo cedette alcuni elementi alla nuova 10ª Fallschirmjäger-Division). La divisione, dopo lo sfondamento Alleato, iniziò a ripiegare in direzione di Rovereto, ma non riuscì mai a raggiungere la città trentina: venne infatti intercettata nel Veneto da truppe statunitensi, pochi giorni prima della resa delle forze tedesche in Italia (2 maggio 1945).
Dopo la guerra, il processo di Norimberga attestò che la divisione si era macchiata di alcuni crimini di guerra durante la sua permanenza in Italia.

## Ordine di battaglia
I dati che seguono sono tratti da okh.it.
- Fallschirmjäger-Regiment 1 (1º reggimento paracadutisti)
- Fallschirmjäger-Regiment 3
- Fallschirmjäger-Regiment 4
- Fallschirm-Panzer-Jäger-Abteilung 1 (1º reggimento anticarro paracadutista)
- Fallschirm-Artillerie-Regiment 1 (1º reggimento artiglieria paracadutista)
- Fallschirm-Flak-Abteilung 1 (1º battaglione contraereo paracadutista)
- Fallschirm-Pionier-Bataillon 1 (1º battaglione paracadutista del genio)
- Luftnachrichten-Abteilung der Fallschirmjäger-Division 1 (battaglione comunicazioni della Fallschirmjäger-Division 1)
- Fallschirm-Sanitäts-Abteilung 1 (1º battaglione sanitario paracadutista)
- Fallschirm-Feldersatz-Bataillon 1 (battaglione rimpiazzi)

## Comandanti
- General der Fallschirmtruppe Richard Heidrich (1º maggio 1943 - 4 gennaio 1944)
- Generalmajor Hans Korte (4 gennaio 1944 - 21 febbraio 1944)
- General der Fallschirmtruppe Richard Heidrich (21 febbraio 1944 - 17 novembre 1944)
- Generalmajor Karl-Lothar Schulz (18 novembre 1944 - 2 maggio 1945).[2]